# أبوذر (مقاطعة دورة)
أبوذر (بالفارسية: ابوذر) هي مستوطنة تقع في قسم ويسيان الريفي (مقاطعة دورة) في إيران. يقدر عدد سكانها بـ 112 نسمة .